# Eupithecia gomerensis
Eupithecia gomerensis es una especie de polilla de la familia Geometridae. La especie fue descrita por primera vez por Hans Rebel habiendo sido descrita en 1917, con distribución endémica en las Islas Canarias. El holotipo de la especie fue descrita en los alrededores de Gomera, de ahí su nombre.
Se ha descrito en detalle en las islas de La Gomera, Tenerife, La Palma y Gran Canaria.

## Descripción
Es una polilla pequeña con una envergadura de unos 17 a 19 milímetros (0,7 a 0,7 plg). Tiene cierto parecido con otra especie canaria, Eupithecia boryata del que se diferencia por el ciliado mucho más largo de las antenas y la coloración claramente pardusca. E. boryata es de color puramente gris. La franja transversal exterior de las alas anteriores de la E. gomerensis está localizada en el borde exterior con una la línea media mucho más gruesa, el abdomen es pardusco con una mancha anal pardusca en el ala mucho más corta que en la E. boryata.
La cabeza cuenta con una frente blanquecina, palpos largos de identica coloration. Antenas son filiformes. El tórax es de color pardo-amarillento oscuro, mas robusto que la E. boryata. Las tibias medias y posteriores cuentan con uno y dos pares de espolones respectivamente. El abdomen es pardusco con anillado de color pardo-humo.

## Supespecies
Cuenta con dos subespecies, Eupithecia gomerensis gomerensis y la de menor tamaño Eupithecia gomerensis leucophaeata, descrita por lepidopterologo austriaco Rudolf Pinker en 1969 en Güímar a una altitud de 1000 metros (3280,8 pies).

## Ciclo de vida
Las orugas probablemente se alimentan de especies de lamiáceas endémicas, incluyendo Sideritis gomeraea y Leucophae candicans.